# Басейн Лени
Басейн Лени — водозбір річки Лена, загальною площею 2 490 000 км². Поширюється на території Росії.

## Загальна інформація
Верхів'я Лени та значна частина басейнів її правих приток розміщуються в гірських районах Прибайкалля, Забайкалля та Алданського нагір'я, основна частина басейнів лівих приток — на Середньосибірському плоскогір'ї. Через суворий клімат у басейні Лени майже скрізь поширені вічномерзлі ґрунтові породи, потужність вічної мерзлоти біля Якутська становить 220 м, в дельті Лени — 500—600 м. Середньобагаторічна витрата води у нижній течії становить 16,5 тис. м³/с, річний об'єм стоку басейну — 520 км³, біля 60 % стоку припадає на час повеней.

## Основні притоки
Течія Лени поділяється на 4 ділянки: верхню (від витоку до гирла річки Вітім, 1530 км), середню (до смт Сангар, 1540 км), нижню (до острова Тіт-Ари та дельту. У верхній течії до Лени впадає Кіренга, притоки середньої течії — Вітім, Великий Патом, Олекма, Алдан, Нюя, у нижній течії долучаються Вілюй, Лінде та Муна. При впадінні до моря Лаптєвих Лена утворює дельту, площею понад 30 тис. км² — найбільшу у Росії. Дельта розділена на велику кількість рукавів та проток з численними островами між ними. Найбільші протоки — Велика Трофимівська (понад 70 %), Оленьоцька, Аринська, Велика Тумацька та Биківська.

## Антропогенний вплив
Забруднення Лени пов'язане з промисловими та побутовими стоками та річним пароплавством. Основними забруднювачами є нафтопродукти, феноли, залізо, мідь та цинк. Об'єм водовикористання за 2001—04 роки становив 0,32 км³/рік.
На річках басейну збудовано гідроелектростанції: на Вілюї — Вілюйська ГЕС, на Мамакані — Мамаканська ГЕС. В басейні добувають корисні копалини: у басейні річки Вітім розміщується Бодайбінське родовище золота, у басейні Алдану — Алданське родовище золота, у басейні Вілюю — поклади алмазів. Існують також поклади кам'яного вугілля, газу, залізної руди, слюди, кам'яної солі та інших. В низинах Лени розвинуте промислове рибальство, основними видами риб є муксун, сибірська ряпушка, нельма, омуль, таймень, минь, у верхів'ях ловляться ленок, харіус, єлець, щука, окунь.
Судноплавними річками басейну є Лена (від Качуга до гирла, головні пристані: Булун, Жиганськ, Якутськ, Олекминськ, Ленек, Витим, Киренськ, Осетрово, Жигалово, Качуг), Кіренга, Вілюй, Вітім, Олекма, Алдан.